# Онищенко, Александр Романович
Александр Романович Онищенко (р. 31 марта 1969, Матвеев-Курган, Ростовская область) — украинский предприниматель. Народный депутат Верховной рады Украины 7-го созыва (от Партии регионов) и 8-го созыва (фракция «Воля народа»).
В 2016 году покинул Украину после лишения депутатской неприкосновенности в связи с предъявлением уголовных обвинений. Народный депутат опровергает все обвинения и заявляет о политическом преследовании.
В мае 2017 года Интерпол отказал Генеральной прокуратуре Украины на ее запрос о международном розыске.
В январе 2021 года, при новой администрации в Белом доме, Онищенко попал под санкции в США в связи с его поддержкой Дональда Трампа во время президентских выборов. 

## Биография
Родился в семье военнослужащего. Отец Александра Онищенко — Раджаб Кадыров, генерал-майор, бывший замминистра МВД Узбекистана, бывший начальник Главного управления исполнения наказаний (ГУИН) МВД Узбекистана.
В 1991 году окончил Харьковское высшее военное училище тыла МВД СССР.
С 1990 до 1997 года предприниматель в сфере топлива и энергетики. С 1992 по 1997 год занимался общественной деятельностью на должности заместителя председателя правления Днепровского районного отделения Союза ветеранов Афганистана г. Киева.
Отец 4 детей: Диана (род. в 1994), Александр (род. в 2002), Роман (род. в 2017), Вероника (род. в 2021 в г. Анкум, Германия).

### Конный спорт
В 1998 году увлёкся конным спортом. Затем был избран вице-президентом Всеукраинской общественной организации «Федерация конного спорта Украины». С 1999 года принимает участие в соревнованиях национального и международного уровня. С 2000 года — владелец конного завода в Бельгии, с того же года внедряет программу подготовки резервных спортсменов национальной сборной за рубежом, оказывая им финансовую поддержку для тренировки со специалистами Европы.
В 2002 году единогласно избран Президентом Федерации конного спорта Украины.
В 2008 году, сформировав состав национальной сборной команды и закупив коней, выступает за Украину на Олимпийских играх в 2008 года в Китае в дисциплине конкур. По результатам выступления украинская сборная команда впервые заняла 12 место.
В 2012 году принял участие в летних Олимпийских играх в Лондоне. В личном конкуре Онищенко выбыл уже в первом квалификационном раунде, набрав 18 штрафных очков и заняв 70-е место.
В составе сборной команды участник и призер следующих турниров:
- 2006 — чемпионат мира, Ахен — 4 место.
- 2011 — Победитель турнира в Ахене (получена квалификация на Олимпиаду в Лондоне).
- 2013 — Победитель Кубка наций (5 звёзд), Piazza di Siena, Рим, Италия.
- 2013 — Победитель Кубка наций, Копенгаген.
- 2014 — Участник чемпионата мира, Кан, Франция.
- 2014 — Победитель Кубка наций (5 звезд), Абу-Даби, ОАЭ.
- 2015 — Призер (2 место) Кубка Наций (5 звезд), Абу-Даби, ОАЭ.
- 2015 — Победитель Кубок наций Шамарин, Словакия (получена квалификация на Олимпиаду в Рио-де-Жанейро).
- 2016 — Призер (2 место) Кубок Наций, Линц, Австрия.
- 2016 — Победитель Кубка наций Целе, Словения.
- 2016 — Победитель Кубка наций (5 звёзд), Сопот, Польша
- 2019 — победитель Кубка наций в Будапеште (получена квалификация на Олимпиаду в Токио)

Призёр Гран-При турниров (5 звёзд) в Вене, Лондоне (Global Champions Tour), Валкенсвард (Голландия).

### Государственная служба
В 2007 году принят на государственную службу на должность помощника министра МЧС Украины.
В 2008 году получил второе высшее образование в Национальном транспортном университете по специальности экономика предприятия.

### Депутат
С 31 октября 2010 является депутатом Киевского областного совета от Партии регионов.
С 2012 года — народный депутат Верховной рады Украины 7-го созыва от Партии Регионов. 20 февраля 2014 года заявил о выходе из Партии регионов, затем присоединился к фракции «Экономическое развитие».
В ноябре 2014 года стал народным депутатом Верховной рады Украины 8-го созыва. Избран по избирательному округу № 93. Член депутатской группы «Воля народа».

### «Газовое дело»
Обвиняется в мошенничестве при заключении контрактов на поставки газа на сумму 740 млн. гривен .
16 июня 2016 года канцелярия Верховной Рады Украины зарегистрировала представление о снятии неприкосновенности, задержание и арест депутата парламента Александра Онищенко.
17 июня 2016 года суд постановил арестовать или отпустить под залог в размере 200 млн гривен одного из подозреваемых по делу Онищенко. 19 июня 2016 года Онищенко заявил, что уголовное дело против него связано с попыткой отнять у него бизнес.
22 июня 2016 года Онищенко подал в суд на Генеральную прокуратуру Украины и Национальное антикоррупционное бюро Украины и требует опровержения заявления руководителя Специализированной антикоррупционной прокуратуры Назара Холодницкого, назвавшего его организатором преступной схемы.
5 июля 2016 года Верховная Рада Украины сняла с Онищенко депутатскую неприкосновенность, дав согласие на:
- привлечение к уголовной ответственности[10];
- задержание[11];
- арест[12].

Уехал с Украины, скрываясь от преследования.
«Я принял решения не позволить себя показательно арестовать в зале ВР, сейчас готовлюсь к Олимпиаде, на тренировках в Австрии», — заявил Онищенко.
27 июля 2016 года генпрокурор Украины Юрий Луценко подписал уведомление о подозрении Онищенко.

В среду, 27 июля, Генеральный прокурор Украины Юрий Луценко подписал уведомление о подозрении народного депутата Украины Онищенко Александра Романовича в совершении преступлений, предусмотренных ч. 1 ст. 255, ч. 4 ст. 28, ч. 5 ст. 191, ч. 4 ст. 28, ч. 2 ст. 205, ч. 4 ст. 28, ч. 3 ст. 209, ч. 4 ст. 28, ч. 2 ст. 364-1, ч. 4 ст. 28, ч. 2 ст. 366 УК Украины.

Принимаются меры по выполнению требований ст. 278 УПК Украины — вручению Онищенко А. Р. письменного уведомления о подозрении. Оригинальный текст (укр.)У середу, 27 липня, Генеральний прокурор України Юрій Луценко здійснив письмове повідомлення про підозру народному депутату України Онищенку Олександру Романовичу у вчиненні злочинів, передбачених ч. 1 ст. 255, ч. 4 ст.28 ч. 5 ст. 191, ч. 4 ст. 28 ч. 2 ст. 205, ч. 4 ст. 28 ч. 3 ст. 209, ч. 4 ст. 28 ч. 2 ст. 364-1, ч. 4 ст. 28 ч. 2 ст. 366 КК України.

Наразі організовано виконання вимог ст. 278 КПК України щодо вручення письмового повідомлення про підозру Онищенку О. Р.— 
10 августа Национальное антикоррупционное бюро Украины (НАБУ) направило запрос в Интерпол для установления местонахождения Онищенко, заявлявшего о политическом характере уголовного дела. К этому моменту предприниматель пребывал в Лондоне, откуда охотно раздавал интервью различным украинским СМИ. 19 октября 2016 года НАБУ сообщило о том, что выявило у Онищенко паспорт гражданина Греции.
1 декабря 2016 года Служба безопасности Украины сообщила, что в отношении Александра Онищенко расследуется уголовное дело по ст. 111 Уголовного кодекса Украины (государственная измена), а также о факте получения Онищенко гражданства Российской Федерации. Правоохранительные органы не выдвинули никаких подозрений, в свою очерень Онищенко заявил, что все уголовные преследования имеют одну цель - отобрать его бизнес.
В декабре 2016 года Интерпол отказал Украине в объявлении Александра Онищенко в международный розыск.
В декабре 2016 года Онищенко был обнаружен в Германии, где его адвокаты пытались снять существовавший с августа ордер на его арест. В этой стране в посёлке Херцлаке (район Эмсланд) Онищенко несколько лет владеет конным заводом в имении Айнгаус, в развитие которого вложил несколько миллионов евро. Осенью 2017 года он зарегистрировал там место жительства и поступил исполнительным директором в собственную фирму «Gut Einhaus Liegenschafts GmbH». Также предприниматель организовывал конно-спортивные мероприятия, в обмен на что глава местной общины написал письмо к федеральным властям с положительной характеристикой. 17 сентября 2018 года стало известно об отклонением посольством Германии в Испании запроса Александра Онищенко о получении национальной визы. К этому моменту испанский суд одобрил его экстрадицию на Украину, после чего Онищенко подал заявление на получение убежища. Процесс экстрадиции в Испании не был завершен, так как Правительство Испании не приняло окончательное решение об экстрадиции Онищенко в Украину.
7 января 2018 года Al Jazeera опубликовала расследование, согласно которому Онищенко вместе с предпринимателем Павлом Фуксом за 30 млн евро выкупил у Сергея Курченко компанию Quickpace Limited, чьи замороженные активы оценивались в 160 млн и которую связывали с бывшим президентом Украины Виктором Януковичем. Сам Онищенко опровергал как это расследование, так и подтверждавшее наличие договора о покупке заявление НАБУ.
28 ноября 2019 года решением Высшего земельного суда Ольденбурга был задержан немецкой полицией в городе Ахим вблизи Бремена, он будет находиться в тюрьме в ожидании решения суда об экстрадиции на Украину. Публично о задержании политика стало известно 3 декабря благодаря ряду украинских СМИ и журналистов, ссылавшихся на собственные источники.
27 мая 2020 года Высший земельный суд Ольденбурга отказал Украине в экстрадиции Онищенко. Судьи решили, что в настоящее время нельзя установить, осуществляется ли уголовное преследование бывшего нардепа в Украине по политическим мотивам. В Специализированной антикоррупционной прокуратуре, в свою очередь, отметили, что данное решение может быть пересмотрено при появлении новых обстоятельств.

### Конфликт с Петром Порошенко. «Плёнки Онищенко»
В сентябре 2016 года Александр Онищенко заявил об участии в 2015 в году в переговорах по покупке канала «112 Украина» по поручению президента Петра Порошенко. В подтверждение своих слов он предоставил записи телефонных переговоров и сканы документов. Представители БПП опровергали заявление депутата. Владелец «112 Украина» Андрей Подщипков называл Онищенко самостоятельным покупателем, выступавшим от собственного имени. В свою очередь бывший креативный директор телеканала Виктор Зубрицкий подтвердил факт переговоров и статус в них Порошенко. Называвшийся в СМИ идеолог создания медиахолдинга (куда входили бы 5 канал, «112 Украина» и NewsOne) Дмитрий Носиков посчитал происходящее пиар-кампанией по отмыванию господина Онищенко.
В декабре 2016 года заявил прессе, что на протяжении года тайно записывал свои разговоры с президентом Порошенко на ручные часы с диктофоном:
- Администрация президента через него осуществляла подкуп депутатов для определённых голосований, деньги шли из кредитов МВФ;
- Пётр Порошенко контролирует все госкомпании, отмывает деньги через частные компании, а затем использует средства в политических целях;
- Компании Онищенко регулярно выигрывали тендеры в государственной компании «Центрэнерго» на поставку газа, так как он отдавал часть средств людям из близкого окружения главы государства;
- По просьбе неназванного высокопоставленного чиновника он потратил около 30 миллионов долларов на кампанию против премьер-министра Арсения Яценюка.

Позже была опубликована аудиозапись, на которой Онищенко общается с депутатом от межфракционной группы «Воля народа» Олесем Довгим. По словам Онищенко, его коллега является переговорщиком от президента, с которым он обсуждал возможность закрыть уголовное дело. В феврале 2017 года Онищенко опубликовал записи разговоров с бывшим депутатом Николаем Мартыненко, который по его словам также был переговорщиком от властей.
По словам Онищенко, 29 ноября 2016 года в Греции он передал компромат на Порошенко представителям специальных служб США (на этот раз вместо часов он заявлял о содержимом телефона). Несмотря на заявления Онищенко о наличии записей личных переговоров с Порошенко, журналистам они так и не были переданы. Представителям НАБУ депутат фактической информации также не предоставил.
Представители БПП заявляли, что Онищенко пытается дестабилизировать работу парламентской коалиции (состоявшей из БПП и Народного фронта) на пользу Российской Федерации. Фракция «Народного фронта» выступала за начало расследования НАБУ. Администрация президента оценила действия Онищенко как «элемент информационной войны России против Украины», напомнив, что «А. Онищенко со всем его „компроматом“ ожидают на Украине правоохранительные органы, в частности НАБУ, ГПУ, СБУ — с распростёртыми объятиями.
Публикацией заявлений Онищенко и записей его разговоров на эксклюзивной основе занимался сайт «Страна.ua» бывшего главреда и номинального владельца газеты «Вести» и одноимённого холдинга Игоря Гужвы. В первые дни с момента скандала, о нём в разной форме сообщили телеканалы 1+1, Интер и 112 Украина, большой интерес к нему проявило российское телевидение. Британская адвокатская фирма Atkins Thomson, представляющая интересы партии «БПП» и правительства Украины, в рамках защиты интересов Украины предостерегла ряд британских СМИ и сайт «Украинская Правда» от публикации заявлений Онищенко.
По словам Онищенко, с 4 апреля 2017 года он имеет политическое убежище в неназванной стране (не Великобритании). После того, как он покинул Украину, функции по контролю энергетики в стране перешли к Игорю Кононенко и Сергею Березенко, Макар Пасенюк стал заниматься финансами, а Александр Грановский — правоохранительными органами.
28 мая 2020 года после освобождения из тюрьмы Онищенко рассказал, что был арестован за пару дней до того, как он должен был представить плёнки Байдена.
В июне 2020 года многие украинские телеканалы приглашали Онищенко на интервью по актуальной тематике, в том числе и про скандальные видеозаписи бесед Джо Байдена с Петром Порошенко, которые обнародовал Андрей Деркач — 
внефракционный депутат Верховной рады Украины IX созыва.
В программе «Эпицентр украинской политики» с Вячеславом Пиховшеком на телеканале «NewsOne» 29 июня 2020 года Александр Онищенко заявил, что к борьбе с ним были подключены спецслужбы: со стороны Байдена — ЦРУ, а со стороны Порошенко — НАБУ. Он открыто охарактеризовал действия Байдена в Украине как криминальные, связанные с влиянием через Сороса на Нафтогаз Украины. Про возможное возбуждение уголовных дел против украинского экс-президента Онищенко высказался скептически: «Генпрокурор готовит такие подозрения для Порошенко, которые явно дальше не пройдут».

## «Сергиенко против Украины»
Сергиенко против Украины — дело, рассмотренное Европейским судом по правам человека (ЕСПЧ), касающееся нарушений прав человека во время ареста и содержания под стражей украинского адвоката Александра Сергиенко в 2016 году. На момент задержания Сергиенко был адвокатом Онищенко. Суд признал наличие нарушений статей 3 и 5 § 4 Европейской конвенции по правам человека со стороны украинских властей.

### Предыстория
18 ноября 2016 года Александр Сергиенко, адвокат Александра Онищенко, подал жалобу в ЕСПЧ. Сергиенко был арестован в рамках расследования Национального антикоррупционного бюро Украины (НАБУ) по делу о хищении государственных средств и отмывании денег. Во время ареста 27 сентября 2016 года он подвергся физическому насилию со стороны сотрудников НАБУ, что привело к травмам (ушибы грудной клетки, рук и носа). Однако расследование по этому поводу проводилось самим НАБУ — органом, против которого были выдвинуты обвинения.

### Описание дела

#### Нарушение статьи 3 (Запрещение пыток)
Сергиенко утверждал, что во время ареста к нему применялось жестокое обращение, а расследование его жалобы не было независимым и эффективным. НАБУ провело внутреннее расследование, однако суд установил отсутствие независимости рассмотрения, так как расследование вело то же учреждение, сотрудники которого участвовали в инциденте. ЕСПЧ признал это нарушением процессуальных требований статьи 3 Конвенции.

#### Нарушение статьи 5 § 4 (Право на быстрый судебный пересмотр законности содержания под стражей)
Жалоба Сергиенко также касалась затяжного рассмотрения апелляции на решение Соломенского районного суда Киева от 29 сентября 2016 года о его содержании под стражей. Рассмотрение апелляции в Киевском апелляционном суде длилось 28 дней из-за задержек в передаче материалов дела. ЕСПЧ признал этот срок чрезмерным и нарушающим право на быстрый судебный пересмотр законности содержания под стражей.

### Решение суда
7 ноября 2024 года ЕСПЧ постановил:
- Признать нарушение статьи 3 Конвенции в её процессуальном и материальном аспектах;
- Признать нарушение статьи 5 § 4 Конвенции из-за чрезмерной продолжительности рассмотрения апелляции;
- Обязать Украину выплатить Александру Сергиенко 15 000 евро в качестве компенсации за моральный ущерб.

### Последствия и значение
Это решение подчеркивает важность независимого расследования случаев возможного жестокого обращения со стороны правоохранительных органов и своевременного судебного пересмотра апелляций на содержание под стражей. Дело также выявило проблемы в системе расследований НАБУ и необходимость повышения стандартов соблюдения прав человека в Украине.

## Благотворительность
В сентябре в 2009 году учредил благотворительный фонд «Семья», который занимается разработкой реабилитационных программ и помощью детям больным ДЦП.
В продолжении общественной деятельности в октябре 2009 года учредил международную меценатскую организацию «TOP Ukraine».

### Книга «Петр Пятый. Правдивая история об украинском диктаторе»
18 апреля 2018 года Александр Онищенко презентовал свою книгу «Петр Пятый. Правдивая история об украинском диктаторе». По словам экс-депутата, книга содержит серию эксклюзивных историй о персональной коррупции Петра Порошенко.